# I padroni della città
I padroni della città è un film del 1976, diretto da Fernando Di Leo.

## Trama
Ric è un ragazzo che cerca di vendicare il padre ucciso a tradimento, dopo una rapina, da un mafioso chiamato Lo sfregiato che monopolizza tutte le attività illecite di Roma. Ric dopo aver conosciuto Tony al servizio di un piccolo boss della mafia, Luigi Cerchio, e abile con la pistola, riuscirà ad ottenere il suo aiuto. Entrambi riusciranno a mettere Lo sfregiato contro Cerchio, tuttavia il primo ne uscirà vincitore. Ai ragazzi, per evitare problemi poiché potrebbero essere riconosciuti, il saggio fuorilegge Vincenzo Napoli consiglia però loro di emigrare. I due non accettano la proposta e sarà guerra aperta. Alla fine riusciranno  ad eliminare tutta la banda dello Sfregiato attiranddoli con un espediente nel vecchio mattatoio romano.

## Produzione
Con questo film Fernando Di Leo contamina i suoi noir con il film poliziottesco, raccontando inoltre episodi di piccola delinquenza. Il regista ha dichiarato: "Invece della grande delinquenza in quel film trattai la piccola delinquenza, con un pizzico esistenziale di assoluzione, di simpatia: spesso in quel milieu tragedia e farsa si mescolano".
La moto usata nella scena del mattatoio è una KTM GS 250 2 tempi erroneamente doppiata con il suono di un quattro cilindri in linea a quattro tempi.
Durante l'inseguimento sparano dall interno dell Alfa Giulia senza rompere il lunotto anteriore.

## Distribuzione
Il film venne distribuito nel circuito cinematografico italiano il 3 dicembre del 1976.
In Germania Ovest uscì il 9 dicembre 1977 con il titolo Zwei Supertypen raumen auf.
Il film fu distribuito anche negli Stati Uniti con il titolo Mister Scarface dalla casa di produzione indipendente Troma; in seguito fu editato in VHS per il mercato home-video con il titolo Rulers of the City.

## Accoglienza

### Incassi
Rispetto ai precedenti film del regista, compresa la trilogia del milieu, il film ottenne meno successo al botteghino incassando 333.059.400 lire dell'epoca.